# Rolf Labbart
Rolf Labbart (2 de abril de 1922 – 17 de octubre de 2014) fue un actor y cantante finlandés.

## Biografía
Su nombre completo era Rolf Gustav Labbart, y nació en Mänttä, Finlandia.
Antes de iniciar su carrera artística, y durante la Segunda Guerra Mundial, formó parte del Batallón de Voluntarios Fineses de las Waffen-SS que luchó en el frente oriental de Alemania entre 1941 y 1943.
Desarrolló su trayectoria principalmente en el teatro, aunque se hizo un rostro conocido del público por sus actuaciones en películas rodadas en las décadas de 1940 y 1950. A partir de entonces sus actuaciones fueron más frecuentes en producciones televisivas, entre ellas series como Yhdeksän miehen saappaat (1969) y Sodan ja rauhan miehet (1978).
Además de su trabajo como actor, Labbart fue también cantante, participando en varios programas de la cadena Yleisradio.
Rolf Labbart falleció en Helsinki, Finlandia, en 2014. Entre 1952 y 1966 estuvo casado con la actriz Soli Labbart, y en 1969 se casó de nuevo, siendo su segunda mujer la actriz y directora Eira Jauckens, permaneciendo ambos juntos hasta la muerte de él.

## Filmografía (selección)
- 1948 : Kalle Aaltosen morsian
- 1948 : Neljästoista vieras
- 1948 : Onnen-Pekka
- 1949 : Keittiökavaljeerit
- 1949 : Isäntä soittaa hanuria
- 1950 : Kaunis Veera eli Ballaadi Saimaalta
- 1950 : Köyhä laulaja
- 1951 : Radio tekee murron* 1952 : Yö on pitkä
- 1952 : Komppanian neropatit
- 1953 : Se alkoi sateessa
- 1957 : Syntipukki
- 1968 : Täällä Pohjantähden alla
- 1968 : Kunnon sotamies Svejkin seikkailuja (serie TV)
- 1969 : Yhdeksän miehen saappaat (serie TV)
- 1973 : Pohjantähti
- 1978 : Sodan ja rauhan miehet (serie TV)
- 1979 : Herra Puntila ja hänen renkinsä Matti
- 1980 : Täältä tullaan, elämä!
- 1983 : Harjunpää ja kylmä kuolema (serie TV)
- 1988 : Nuoruuteni savotat
- 1988 : Kuutamosonaatti
- 1989 : Valkoinen nainen
- 1990 : Isänmaan kaikuja, episodio Asiamies (serie TV)
- 1991 : Kadunlakaisijat
- 1991 : Rölli – hirmuisia kertomuksia
- 1993 : Tuntemattomalle jumalalle (serie TV)
- 1998 : Isänmaan toivot (serie TV)